# Tropidodryas
Tropidodryas — рід змій родини полозових (Colubridae). Представники цього роду є ендеміками Бразилії.

## Види
Рід Tropidodryas нараховує 2 види:
- Tropidodryas serra (Schlegel, 1837)
- Tropidodryas striaticeps (Cope, 1870)

## Етимологія
Наукова назва роду Tropidodryas походить від сполучення слів дав.-гр. τροπις — кіль і δρυς — дерево, дуб. 